# Roszniów (gmina)
Roszniów (1941–44 Rożnów) – dawna gmina wiejska w powiecie tłumackim województwa stanisławowskiego II Rzeczypospolitej. Siedzibą gminy był Roszniów.
Gminę utworzono 1 sierpnia 1934 r. w ramach reformy na podstawie ustawy scaleniowej z dotychczasowych gmin wiejskich: Dołhe, Jurkówka, Miłowanie, Olszanica, Roszniów i Stryhańce.
Podczas okupacji (1941–44) gmina występuje pod nazwą gmina Rożnów; nie należy jej mylić z istniejącą równocześnie gminą Rożnów w powiecie kołomyjskim (przed wojną – tłumackim).
Po II wojnie światowej obszar gminy znalazł się w ZSRR.